# Alpujarra de la Sierra
Alpujarra de la Sierra es un municipio español perteneciente a la provincia de Granada, en la comunidad autónoma de Andalucía. Está situado en la parte centro-septentrional de la Alpujarra Granadina, a unos 108 km de la capital provincial. Se formó mediante la unión en 1971 de las localidades de Mecina Bombarón y Yegen. Limita con los municipios de Lanteira, Válor, Ugíjar, Cádiar y Bérchules.
Su ayuntamiento está formado por los núcleos de Mecina Bombarón, Yegen y Golco, además de la cortijada de Montenegro. Todos los núcleos de población del municipio están orientados al sur, mirando al mar, como si fueran balcones, separados unos de otros por barrancos repletos de vegetación.

## Geografía
Su paisaje, de fuertes contrastes y abrupta orografía, tiene al agua como protagonista en multitud de fuentes y lavaderos.
En ocasiones surge desde el interior de enormes rocas sin explicación aparente, como en el caso de los manantiales de Montenegro. Otras veces se despeña en magníficas cascadas (Barranco de las Chorreras) o discurre impasible entre castaños centenarios.
Gran parte de su término municipal pertenece al Parque nacional de Sierra Nevada.

## Demografía
Alpujarra de la Sierra cuenta con una población de 931 habitantes (INE 2024).
| Gráfica de evolución demográfica de Alpujarra de la Sierra entre 1981 y 2021 |
| |
| Población de derecho según los censos de población del INE Población de hecho según los censos de población del INEEn 1972 aparece este municipio porque se fusionan los municipios Mecina Bombarón y Yegen |

## Economía

### Evolución de la deuda viva municipal
| Gráfica de evolución de Deuda viva del Ayuntamiento de Alpujarra de la Sierra entre 2008 y 2019                                |
| |
| Deuda viva del Ayuntamiento de Alpujarra de la Sierra en miles de Euros según datos del Ministerio de Hacienda y Ad. Públicas. |

## Administración y política
| Elecciones Municipales - Alpujarra de la Sierra (2023) | Elecciones Municipales - Alpujarra de la Sierra (2023) | Elecciones Municipales - Alpujarra de la Sierra (2023) | Elecciones Municipales - Alpujarra de la Sierra (2023) | Elecciones Municipales - Alpujarra de la Sierra (2023) |
| Partido político                                       | Partido político                                       | Votos                                                  | Votos                                                  | Concejales                                             |
| ------------------------------------------------------ | ------------------------------------------------------ | ------------------------------------------------------ | ------------------------------------------------------ | ------------------------------------------------------ |
|                                                        | Partido Socialista Obrero Español (PSOE)               | 299                                                    | 52,18 %                                                | 4                                                      |
|                                                        | Partido Popular (PP)                                   | 155                                                    | 27,05 %                                                | 2                                                      |
|                                                        | Ganemos Alpujarra de la Sierra                         | 117                                                    | 20,41 %                                                | 1                                                      |

El actual alcalde es José Antonio Gómez Gómez, del PSOE.

## Cultura
Alpujarra de la Sierra posee una original arquitectura popular, con elementos tan característicos como los "tinaos", las chimeneas con una teja de pizarra y los "terraos" planos, cubiertos de launa. Las casas están perfectamente adaptadas a la ladera de la montaña en la que se encuentran situadas.
Originario de Mecina Bombarón fue Abén Aboo, último Rey de Las Alpujarras y que sucedió a Aben Humeya en la rebelión que este protagonizó el 24 de diciembre de 1568 en dicho territorio y que alcanzó cierta notoriedad en el mismo.
El escritor inglés Gerald Brenan residió largos periodos en la localidad de Yegen en la primera mitad del siglo XX. En ello se inspiró para escribir Al Sur de Granada, su obra más conocida.
En el año 2006, se organizó en el municipio la edición número XXV del Festival de Música Tradicional de la Alpujarra, festival cuya primera edición se celebró en Yegen.

## Hermanamiento
- Brihuega, España